# 24 Armia (III Rzesza)
24 Armia (niem. 24. Armee) – jedna z niemieckich armii z czasów II wojny światowej. 
Utworzona ramowo w listopadzie 1944 z zastępczego V Dowództwa Generalnego na granicy ze Szwajcarią. Od lutego do kwietnia 1945, bez własnych jednostek, podlegała 19 Armii. W marcu 1945 oznaczana też jako Twierdza Alpejska (Festung Alpen).  

## Dowódca armii
- generał piechoty Hans Schmidt

## Skład w kwietniu 1945
- 405 Dywizja
- Grupa Bojowa Friedrichshafen
- Grupa Bojowa Bodensee